# Гончаренко, Сергей Степанович
Сергей Степанович Гончаренко — советский государственный и политический деятель, председатель Хакасского областного исполнительного комитета.

## Биография
Родился в селе Хрещата в декабре 1908 года. Член ВКП(б).
С 1930-х годов — на общественной и политической работе. В 1930—1952 гг. — в потребительской кооперации, в партийных организациях Красноярского края, секретарь Областного комитета ВКП(б) Хакасской автономной области.
С 19 мая 1948 года по 26 февраля 1952 года председатель Хакасского областного исполнительного комитета.
Избирался депутатом Верховного Совета СССР 3 созыва.

## Награды
- 2 ордена Ленина

1. 31.03.1949 — среди работников партийного и советского актива, специалистов сельского хозяйства и работников заготовительных органов Красноярского края, за «успехи, достигнутые в деле расширения посевных площажей, особенно по яровой пшенице, повышения урожайности в колхозах и совхозах, выполнения плана хлебозаготовок и обеспечения собственными семенами на весенний сев 1949 года»

- орден Трудового Красного Знамени
- Медаль «За доблестный труд в Великой Отечественной войне 1941—1945 гг.»